# 東信水産
東信水産株式会社（とうしんすいさん）は、東京都杉並区に本社を置く、生鮮魚介類・酒類・米穀類・食品等の販売会社である。

## 沿革
- 昭和24年 1月　杉並区荻窪にて鮮魚の小売を開始。
- 昭和28年 5月　有限会社魚信（うおのぶ）を設立。
- 昭和37年 2月　新宿小田急百貨店ハルクにテナント1号店を出店。
- 昭和39年 9月　東信水産有限会社に商号変更。
- 昭和40年 7月　東信水産株式会社に改組。
- 昭和40年12月　現住所に本社ビル完成・移転。
- 昭和42年 7月　福生市加美平団地内に加美平ストアーを設立。
- 昭和46年12月　杉並区上荻に中国料理東信閣を設立。
- 昭和58年 9月　香港の香港大丸食品館内に鮮魚部を出店。
- 平成 6年11月　台湾の大立伊勢丹内に鮮魚部を出店。